# Revolta do Monte Sagrado

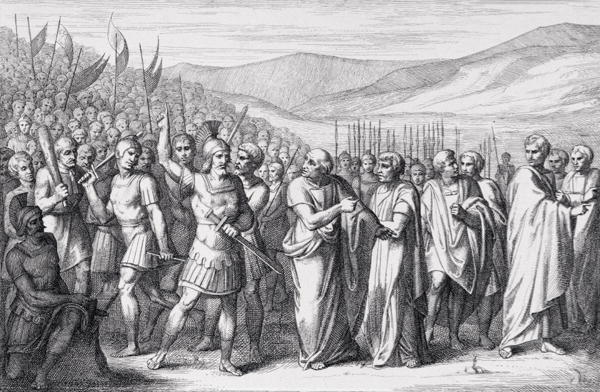
A Revolta do Monte Sagrado em gravura de B. Barloccini (1849).

Na Roma Antiga, a plebe não tinha acesso a magistraturas e, revoltada com o arbítrio dos magistrados patrícios, em 494 a.C. saiu da cidade e se dirigiu ao monte Sagrado, com o objetivo de fundar ali uma nova cidade. Essa revolta foi denominada Revolta do Monte Sagrado ou Primeira Secessão da Plebe (em latim: Secessio plebis).
Como sua participação na economia e no exército de Roma era de extrema importância, os patrícios resolvem transigir, e a plebe retornou, após obter a criação de duas magistraturas plebeias: o tribunato e a edilidade da plebe.